# Sungai Lakam
Sungai Lakam is een bestuurslaag in het regentschap Karimun van de provincie Riau-archipel, Indonesië. Sungai Lakam telt 17.603 inwoners (volkstelling 2010).